# The Phantom of the Forest
Pour plus de détails, voir Fiche technique et Distribution.
The Phantom of the Forest est un film américain réalisé par Henry McCarty et sorti en 1926, mettant en vedette le chien Thunder the Dog.

## Fiche technique
- Réalisation : Henry McCarty
- Scénario : James J. Tynan d'après une histoire de Frank Foster Davis[1]
- Producteurs : Samuel Sax, Renaud Hoffman
- Photographie : Ray June
- Montage : Irene Morra
- Production : Gotham Pictures
- Distributeur : 	Lumas Film Corporation, Stoll Pictures (UK)
- Durée : 60 minutes (6 bobines)[2]
- Date de sortie : janvier 1926

## Distribution

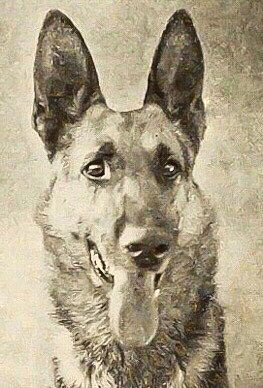
Thunder the Dog.

- Thunder the Dog : Thunder le chien
- Betty Francisco : Helen Taylor
- Eddie Phillips : Frank Wallace
- James Mason : Walt Mingin
- Frank Foster Davis : Joe Deering
- Irene Hunt : Mrs. Deering
- Rhody Hathaway : John Wallace
- White Fawn the Dog : White Fawn